# Лисяк Олег Олександрович
Лисяк Олег (псевд. і крипт.: Салатка Рути, О-як; 27 липня 1912, Львів — 18 серпня 1998, Філадельфія, Пенсільванія, США) — український прозаїк, драматург, журналіст.

## Біографія
Народився 27 липня 1912 р. у Львові.
У 1943—1945 рр. був членом пресового корпусу дивізії «Галичина». Працював у редакціях газет «Українська трибуна» (1946—1948), «Український самостійник» (1950—1952).
У 1953 р. емігрував до США, поселився в Філадельфії, працював у газеті «Америка» (1953—1957). У 1993 р. був прийнятий до Спілки театральних діячів України.
Помер 18 серпня 1998 року у Філадельфії.

## Творчість
Редактор збірки статей і нарисів «Броди» (Мюнхен, 1951) про дивізію «Галичина». 
Автор повістей «За стрілецький звичай» [Архівовано 6 квітня 2017 у Wayback Machine.] (Мюнхен, 1953), «Люди такі, як ми» (Торонто, 1956), нарисів, оповідань, репортажів.
Окремі видання:
- Лисяк О. Відламки «Шибки у вікні». Збір статей, оповідань, нарисів і репортажів. — Торонто: Вісті комбатанта, 1996. — 228 с. [Архівовано 7 квітня 2017 у Wayback Machine.]